# وزارة المالية (أونتاريو)
وزارة المالية هي وزارة تابعة لحكومة مقاطعة أونتاريو الكنديَّة والمسؤولة عن إدارة السياسة المالية للمقاطعة، وتطوير ميزانية المقاطعة، وتنظيم القطاع المالي. يتولى وزير المالية - الذي كان يسمى أمين الصندوق قبل عام 1993 - قيادة الوزارة ويكون مسؤولاً أمام الجمعية التشريعية لأونتاريو.
الوزير الحالي هو بيتر بيثلينفالفي، وذلك منذ 31 ديسمبر 2020.

## روابط خارجية
- الموقع الرسمي